# Hadij
Hadij  je eon koji prethodi arhaiku, a proteže se od nastanka Zemlje prije 4,6 milijardi godina do otprilike 3,8 milijardi godina. Gornja granica hadija još uvijek je predmet rasprava. On je najstariji eon u Zemljinoj prošlosti. Ovaj eon je neformalna jedinica jer ga nije priznala ICS (Međunarodna stratigrafska komisija), zbog čega ga mnogi nazivaju pregeološkim ili astralnim razdobljem. Naziv hadij skovao je geolog Preston Cloud 1972. po imenu starogrčkg boga podzemlja Hada.
Stijene hadijske starosti ne postoje na Zemlji jer su reciklirane stijenskim ciklusom, zbog čega je podjela hadija izvršena na temelju prisutnih stijena te starosti na Mjesecu. Dijeli se na ere: kriptik, bazenske grupe, nektarij i donji imbrij.

## Postanak Sunčevog sustava
Sunčev sustav nastao je koagulacijom i gravitacijskom kontrakcijom iz solarne nebule (sunčeve maglice) – rotirajućeg oblaka sastavljenog od plinova i fine prašine. Pod utjecajem gravitacije došlo je do privlačenja materije prema središtu sporo rotirajućeg oblaka i nastanka jezre Sunca, a prekoračenjem kritične mase započinje proces nuklearne fuzije. Preostali dijelovi oblaka također se počinju sažimati u manje nakupine – protoplanete. Zbog procesa kompakcije i radioaktivnog raspada elemenata te energije oslobođene kolizijom između većih mikroplaneta, planeti, među kojima je i Zemlja,  zagrijavaju se te po nekim hipotezama dolazi do parcijalnog taljenja koje uzrokuje diferencijaciju materijala – gušći materijal (pretežito željezo) putuje prema središtu, pri čemu se odjeljuju jezgra i plašt.
Po najprihvaćenijoj hipotezi, Mjesec je nastao nakon početne faze formiranja, negdje prije 4,2 milijarde godina kada je u Zemlju udario planetoid veličine Marsa zvan Teja. Tim srazom masa Zemlje povećana je za 10%, dok je Mjesec nastao iz prašine koja je kružila oko Zemlje nakon sudara. Dokaz u prilog toj hipotezi jest sastav Mjesečevih stijena koji se razlikuje od sastava Zemljine kore samo po sadržaju željeza i magnezija. Naime, u vrijeme nastanka Mjeseca Zemljina kora bila je bogatija magnezijem i željezom jer je još uvijek trajao drugi proces diferencijacije – proces nastanka današnje kisele kontinentalne kore.

## Postanak Zemljine kore
U početku je Zemlja bila rastaljena kugla, čiji su unutarnji slojevi bili uzburkivani snažnim konvekcijskim strujama, dok je vanjska, površinska područja okruživao hladni prostor. Kovekcijske struje zapravo su prenosile toplinu do površine, gdje bi se onda rasipala u svemir, što uzrokuje hlađenje planeta. 
Rastaljena stijenska masa prolazila je kroz proces diferencijacije – teži sastojci padali su prema središtu planeta, a lakši su se kretali prema površini. Kako je u to vrijeme Zemlja (kao i ostala tijela Sunčevog sustava) bila bombardirana brojnim meteoritima i asteroidima (tzv. vrijeme teškog bombardiranja), to je moglo uzrokovati miješanje materijala. U oceanima magme pojavljuju se blokovi izgrađeni od minerala s visokom točkom tališta – komatiiti, ultrabazične stijene s T.T.>1100°C, ali zbog svoje velike gustoće, veće čak i od rastaljene stijenske mase iz tadašnjeg gornjeg plašta, djelovanjem konvekcijskih strujanja tonuli su i pretaljivali se. Taj proces možemo smatrati pretačom tektonike ploča. 
Kako se planet hladio, temperatura na površini pala je ispod 1100°C, što je omogućilo stvaranje bazaltne kore – prvotne oceanske kore. Parcijalnim taljenjem bazaltne kore i sedimenata koji su je prekrivali, u zonama subdukcije dolazi do stvaranja sve kiselijih stijena i nastanka kontinentalne kore, koja je manje gusta od oceanske, što joj omogućuje da pluta iznad površine mora. U početku su kontinenti bili maleni, do 500 km u promjeru, ali postupno su rasli djelovanjem procesa tektonike ploča.

## Postanak Zemljine atmosfere i oceana
Ako je postojala primarna Zemljina atmosfera, morala je nestati u vrijeme kada je gravitacijsko privlačenje Zemlje bilo slabije, na što ukazuje značajno manji udio plemenitih plinova u atmosferi, u odnosu na njihovu kozmičku zastupljenost.
Sekundarna atmosfera počela se razvijati prije otprilike 4 milijarde godina, vjerojatno postupnom devolatilizacijom Zemljine unutrašnjosti zbog procesa diferencijacije i zagrijavanja planeta. Kako je to bilo “vrijeme teškog bombardiranja”, sastavu tadašnje atmosfere dodani su i plinovi koji su se oslobađali iz sudara s kometima, meteoritima i asteroidima, među kojima su najznačajniji bili  CO2, CO i NO. Smatra se da su veliku ulogu u nastanku oceana imali kometi i ugljeviti hondriti (vrsta meteorita bogata mineralima OH skupinom). Hadijska atmosfera nije imala slobodnog kisika, a sastojala se uglavnom od ugljikovog dioksida, vodene pare i dušika, a u manjim količinama i od ugljikovog monoksida, vodikovog sulfida i vodikovog klorida. 
Nakon kondenzacije vodene pare u atmosferi nastale su prve kiše, koje su zapunile topografska udubljenja vodom. Tako nastaju oceani, koji su u tadašnje vrijeme bili mnogo kiseliji od današnjih zbog velike količine CO2 u atmosferi. Naime, CO2 se otapa u vodi pri čemu nastaje karbonatna kiselina. Kiseli oceani otapali su različite stijene obogaćujući se kalcijem, magnezijem i drugim elementima, ali nije moglo doći do taloženja karbonata, jer njihova topljivost raste opadanjem pH vrijednosti.  Nastajala je velika količina rožnjaka, sedimentnih stijena građenih od silicija. Postupnim reakcijama različitih tvari u oceanima se smanjila kiselost, a dominantan sastojak postaje natrij, koji vezivanjem s klorom daje halit – morsku sol.
Prvi kisik u atmosferi nastaje fotokemijskim reakcijama – raspadom molekule vode na kisik i vodik, pod utjecajem UV-zračenja. Međutim, kisik nije ostajao u atmosferi, nego se vezivao za minerale na površini Zemlje. Velike količine kisike u atmosferi nastaju procesom fotosinteze, na prijelazu iz proterozoika u fanerozoik.